# Pternopetalum davidii
Pternopetalum davidii är en flockblommig växtart som beskrevs av Adrien René Franchet. Pternopetalum davidii ingår i släktet Pternopetalum och familjen flockblommiga växter. Inga underarter finns listade i Catalogue of Life.